# 舞箭光面介
舞箭光面介（学名：Xestoleberis wuchien）为光面介科光面介屬下的一个种。